# دييغو مارتين كاباييرو
دييغو مارتين كاباييرو (بالإسبانية: Martín Caballero)‏ (13 يونيو 1991 في الأوروغواي - ) هو لاعب كرة قدم أوروغواني في مركز الدفاع. لعب مع نويفا شيكاجو.

## وصلات خارجية
- دييغو مارتين كاباييرو على موقع Soccerway.com (الإنجليزية)